# Mikele Leigertwood
Mikele Benjamin Leigertwood (Enfield, 12 de novembro de 1982), é um ex-futebolista e treinador de futebol antiguano que atuava como volante. Atualmente, está sem clube depois de uma curta passagem pela Seleção Antiguana, quando trabalhou em dupla com Tom Curtis.

## Carreira
Revelado pelo Wimbledon, profissionalizou-se em 2001, sendo emprestado posteriormente ao Leyton Orient, estreando contra o Oxford United (vitória por 3 a 0). Foram 8 jogos com a camisa dos O's (10 no total), voltando ao Wimbledon em 2002. Contabilizando todas as competições, Leigertwood disputou 65 jogos pelo Wimbledon, com 3 gols.
Defendeu também Crystal Palace, Sheffield United, Queens Park Rangers e Reading, seu último clube como profissional. Em 2014, chegou a realizar um período de testes no Nottingham Forest, mas uma lesão o impediu de ser contratado. Sua aposentadoria foi oficializada apenas no ano seguinte, aos 32 anos.
Após encerrar a carreira, foi técnico do Maccabi London Lions e do time Sub-18 do Reading até 2020, quando foi anunciado como substituto do congolês Michél Mazingu-Dinzey no comando da seleção de Antígua e Barbuda (onde atuou em 11 jogos entre 2008 e 2011, com um gol marcado), trabalhando em dupla com Tom Curtis.

## Títulos
Queens Park Rangers
- Football League Championship: 2010–11

Reading
- Football League Championship: 2011–12